# Biscutella alireza-dadjua
Biscutella alireza-dadjua är en korsblommig växtart som beskrevs av Ahmed Ahmad Parsa. Biscutella alireza-dadjua ingår i släktet Biscutella och familjen korsblommiga växter. Inga underarter finns listade i Catalogue of Life.